# 圣马尔塔德马加斯卡
圣马尔塔德马加斯卡，是西班牙埃斯特雷马杜拉卡塞雷斯省的一个市镇。总面积40平方公里，总人口359人（2001年），人口密度9人/平方公里。